# San Mamed de Lousada
Lousada (llamada oficialmente San Mamede de Lousada) es una parroquia y una aldea española del municipio de Guntín, en la provincia de Lugo, Galicia.

## Otras denominaciones
La parroquia también es conocida por el nombre de San Mamed de Lousada.

## Organización territorial
La parroquia está formada por dos entidades de población:
- Cancelo dos Sixaos (Cancela de Sixaos)
- San Mamede

## Demografía

### Parroquia
| Gráfica de evolución demográfica de Lousada (parroquia) entre 2000 y 2020 |
|                                                                           |
| Datos según el nomenclátor publicado por el INE.                          |

### Aldea
| Gráfica de evolución demográfica de San Mamede (aldea) entre 2000 y 2020 |
|                                                                          |
| Datos según el nomenclátor publicado por el INE.                         |